# Conseil des architectes d'Europe
Pour les articles homonymes, voir CAE.
 (août 2013).
Le Conseil des architectes d'Europe (CAE) est l'organisation qui représente la profession d'architecte au niveau européen depuis 1990. Son siège et son secrétariat sont installés à Bruxelles,,.

## Mission
La fonction principale du CAE est d'assurer une veille permanente des développements au niveau européen, en s'efforçant d'influer sur les politiques et la législation communautaire qui ont un effet sur la pratique de l'architecture et sur la qualité globale et le développement durable du cadre de vie bâti. En particulier, les objectives du CAE consistent à: 
- S’exprimer d’une seule voix au nom de l’ensemble des architectes européens;
- Veiller à ce que les standards de qualification des architectes soient élevés;
- Promouvoir la qualité dans la pratique de l’architecture;
- Encourager la coopération transfrontalière et faciliter l’exercice de la profession en Europe;
- Encourager le développement durable du cadre de vie bâti;
- Faire progresser la qualité architecturale du cadre de vie bâti;
- Promouvoir l'Architecture en Europe.

## Création
Le Conseil des architectes d'Europe est une organisation sans but lucratif fondée à Trévise (Italie) le 11 mai 1990 de la fusion du Comité de Liaison des Architectes de l'Europe Unie (CLAEU) et du Conseil Européen des Architectes (CEA).
Depuis, sa gouvernance a régulièrement évolué pour lui permettre de réaliser ses objectifs. La structure de travail du CAE est conçue de manière à lui assurer un haut niveau d'efficacité dans le domaine des politiques de l'architecture et de la politique professionnelle en Europe.

## Organisations membres
Le Conseil des Architectes d’Europe est composé de 43 Organisations Membres qui sont les organismes régulateurs et les représentations professionnelles nationales de tous les pays Membres de l’Union Européenne (dont Conseil national de l'Ordre des architectes en France), des pays en voie d’adhésion, de la Suisse et de la Norvège. À travers ses membres, le CAE représente les intérêts de plus de 545 000 architectes venant de 31 pays d’Europe.

## Fonctionnement
L’Assemblée Générale est l’organe suprême du CAE. Elle formule et adopte la politique du CAE dans toutes les matières relevant de ses objectifs. Elle élit le Président de l’organisation ainsi que cinq membres du Bureau exécutif. L’Assemblée Générale est composée d'une délégation pour chaque Organisation Membre et se réunit deux fois par an.
Le Bureau exécutif gère et administre les affaires courantes du CAE et met en œuvre les politiques définies par l'Assemblée générale. Il est assisté dans ses missions par le Secrétariat général basé à Bruxelles.